# Miró de Tost
Miró o Mir de Tost fou un noble català del s.X. Fou propietari del castell de Tost, i es casà amb Sança, amb la qual tingué quatre fills:
- Bernat, que fou ardiaca de la Seu d'Urgell[2]
- Seniofred, sagristà de la mateixa catedral[2]
- Gerberga, casada amb Miró Guillem de Castellbò, vescomte de d'Urgell[2]
- Arnau, l'hereu[2] i conqueridor de la Vall d'Àger i les terres del Montsec, creant així el segon dels vescomtats d'Urgell.[1]